# South Wentworthville, New South Wales
South Wentworthville este o suburbie în Sydney, Australia.